# Elliot Jenicot
Elliot Jenicot, né Éric Jenicot à Charleroi en Belgique est un comédien et acteur belge.

## Biographie
Elliot Jenicot suit une formation d’éducateur social pendant laquelle il découvre l’art clownesque et la pantomime.
En 1987, il commence sa carrière en tant que humoriste avec un numéro de music-hall, Les frères Taquin, duo créé avec Olivier Taquin dans la rue et qu'il joue plusieurs années dans les cirques et cabarets internationaux (le Cirque Knie en Suisse, Roncalli en Allemagne). Le spectacle remporte le Premier prix du Festival mondial du cirque de demain,,.
En 1992, il écrit son premier one-man-show, Comedy on tour, entièrement visuel qu'il joue en Europe sous le pseudonyme d’« Elliot » et qui est récompensé par le Grand prix et le prix de la presse au Festival du rire de Montreux.« Je suis un clown, mais avant tout un comédien. Je n’ai jamais pris de cours. Ma formation vient du music hall, du mime, de la comédie ». 
En 1999, son spectacle burlesque Awards qui parodie les cérémonies de remises de prix est joué en langue frenchygnol qui mélange le français, l’anglais et l’espagnol en Allemagne, en Suisse et en Autriche.
En 2003, « Elliot » remonte sur scène dans une version modifiée de Awards. Le spectacle joué plus de 500 fois en France (notamment au Festival d’Avignon en 2004 et 2007), en Espagne, en Belgique, remporte plusieurs prix internationaux (Festival d’humour de Saint-Gervais, Festival de théâtre d’humour de Madrid, Festival de théâtre de Valparaiso).
En 2009, avec la complicité de Xavier Viton,  « Elliot » crée Je m’sens très Glad notamment au Théâtre du Petit Gymnase de 2010 à 2011. Lors d'une de ses représentations, Muriel Mayette-Holtz, administratrice générale de la Comédie-Française, lui propose d'entrer dans la troupe.
Il est pensionnaire de la Comédie-Française de 2011 à 2019. Elliot Jenicot est le quatrième belge à être engagé en tant que pensionnaire et le deuxième comédien en provenance du music-hall après Raimu.

## Théâtre
Entrée à la Comédie-Française le 26 septembre 2011, sortie en juillet 2019

### Rôles à la Comédie française
- 2011 : La Noce de Bertolt Brecht, mise en scène Isabel Osthues, théâtre du Vieux-Colombier, le père de la mariée
- 2012 : Le Mariage de Figaro de Beaumarchais, mise en scène Christophe Rauck, théâtre Éphémère, Bazile et Double-Main
- 2012 : Histoire de la Comédie-Française, mise en scène Muriel Mayette, théâtre Ephémère, le XXIe siècle.
- 2012 : Un Chapeau de paille d'Italie d'Eugène Labiche, mise en scène Giorgio Barberio Corsetti, Salle Richelieu, Achille de Rosalba
- 2013 : Hernani de Victor Hugo, mise en scène Nicolas Lormeau, Théâtre du Vieux-Colombier, Don Ricardo, un montagnard et un Conspirateur
- 2013 : Rituel pour une métamorphose de Saadallah Wannous, mise en scène Sulayman Al-Bassam, Salle Richelieu, Abbâs et le Domestique
- 2013 : Hamlet de William Shakespeare, mise en scène Dan Jemmett, Salle Richelieu, Rozencrantz et Guildenstern
- 2013 : La princesse au petit pois de Hans Christian Andersen, mise en scène Edouard Signolet, Studio théâtre, Le Roi
- 2014 : Le songe d'une nuit d'été de William Shakespeare, mise en scène Muriel Mayette-Holtz, Salle Richelieu, Egée et la Fée
- 2014 : Cabaret Barbara de Barbara, mise en scène Béatrice Agenin, Studio-Théâtre
- 2014 : Lucrèce Borgia de Victor Hugo mise en scène de Denis Podalydes, Salle Richelieu Astolfo et Montefeltro
- 2015 : La Maison de Bernarda Alba de Federico García Lorca, mise en scène Lilo Baur, Salle Richelieu, L'ombre de Pepe le Romano
- 2015 : L’Autre mise en scène de  Francoise Gillard, Théâtre du Vieux-Colombier
- 2015 : Les Enfants du silence Mark Medoff mise en scène Anne-Marie Etienne, Théâtre du Vieux-Colombier
- 2016 :  Roméo et Juliette de William Shakespeare , mise en scene Eric Ruf, le comte Paris
- 2016 : Le Cerf et le Chien  d'après Les Contes du chat perché de Marcel Aymé, mise en scène Véronique Vella, Studio-Théâtre, Le Cerf
- 2016 : Les fous ne sont plus ce qu'ils étaient de Raymond Devos, Seul en scène, Studio - Théâtre
- 2017 : La Résistible Ascension d'Arturo Ui de Bertolt Brecht, mise en scène Katharina Talbach, salle Richelieu Butcher et Bowl
- 2017 : Vingt mille lieues sous les mers de Jules Verne, adaptation et mise en scène de Christian Hecq et Valérie Lesort, Théâtre du Vieux-Colombier, Le Sauvage
- 2018 : Faust de Goethe, mise en scène de Valentine Losseau et Raphaël Navarre, Théâtre du Vieux-Colombier , Dieu, La sorcière et le jeune étudiant
- 2019 : Les Oubliés, mise en scène et création de Julie Bertin et Jade Herbulot, Théâtre du Vieux-Colombier

### HorsComédie Française
- 1987-1991 : Les frères TAQUINS, numéro music-hall international
- 1992 : Comedy on tour
- 1999 : AWARDS, seul en scène visuel (collaboration artistique Dominique Watrin)
- 2003 : Rock comedy show, seul en scène anglais/espagnol
- 2005 : Elliot on ice
- 2009-2011 : Je m’sens très Glad, mise en scène Xavier Viton, Théâtre du Petit Gymnase, tournée
- 2019 : Je m’appelle Erik Satie comme tout le monde, de et mise en scène de Laetitia Gonzalbes, Théâtre de la Contrescarpe : Erik Satie
- 2020 : Le Carnaval des animaux sud-américains avec Ensemble ALMAVIVA de Carl Norac, mise en scène de Linda Blanchet, Théâtre Dunois
- 2020 : Les fous ne sont plus ce qu’ils étaient d’après Raymond Devos et Elliot Jenicot, mise en scène de Laurence Fabre, tournée
- 2022 : Don Quichote ou variations fantastiques …, spectacle musical conception Lea Hennino et Yan Levionnois, mise en scène Raphaëlle Cambray
- 2022 : Le rêve d’un fou de Nadine Monfils d’après la vie du Facteur Cheval, mise en scène de Alain Leempoel
- 2023 : Le Médecin malgré lui de  Molière, Production Comédie en Île, mise en scène Sylvain Plouette :  Sganarelle
- 2024 : Je m’appelle Erik Satie comme tout le monde, de et mise en scène de Laetitia Gonzalbes, Théâtre de la Contrescarpe : Erik Satie
- 2025 : Le coucou de Bavière, de Philippe Sohier et Elliot Jenicot, mise en scène de Philippe Sohier.

## Filmographie

### Cinéma
- 2004 : Anhedonia de Imanol Ortiz Lòpez
- 2012 : Ça ne peut pas continuer comme ça de Dominique Cabrera
- 2014 : Belgian Waffle in Red Yellow and Black de Ymel Kirtap, court-métrage
- 2017 : Valérian et la Cité des mille planètes de Luc Besson
- 2019 : L'Angle mort de Pierre Trividic et Patrick Mario Bernard
- 2021 : L'Étrange Histoire de Mr Anderson, court métrage Laylow, de Osman Mercan, Mr Prestige
- 2022 : Le Lycéen de Christophe Honoré

### Télévision
- 2013 : Meurtre en trois actes de Claude Mouriéras (TV) : Samuel Minc
- 2016 : Caïn, série TV, Virandelles (2 épisodes, 2016)
- 2017 : Crimes parfaits, série TV, de Didier Le Pêcheur : Jibé
- 2020 : Alex Hugo , série TV, de Thierry Petit
- 2020 : Le Code, série TV  de Jean-Christophe Delpias
- 2021 : Missions, saison 3, de Julien Lacombe : L’architecte
- 2023 : Morts au sommet d'Éric Valette

## Distinctions
- 1988 : Premier prix du Festival mondial du cirque de demain à Paris pour Les frères Taquin
- 1992 : Grand prix et le prix de la presse au Festival du rire de Montreux pour Comedy on tour
- 2005 : 
  - Grand prix du Festival d’humour de Saint-Gervais pour Rock comedy show
  - Festival de théâtre d’humour de Madrid
- 2008 : Prix meilleur critique au Festival de théâtre de Valparaiso pour Rock comedy show
- Coup de cœur Jeune Public printemps 2021 de l'Académie Charles-Cros pour la narration de Le Carnaval des animaux sud-américains[9].